# Ponte Alta do Tocantins
Pour les articles homonymes, voir Ponte Alta (homonymie).
Ponte Alta do Tocantins est une municipalité brésilienne située dans l'État du Tocantins.